# نصف‌النهار ۱۴۸ درجه شرقی
نصف‌النهار ۱۴۸ درجه شرقی ۱۴۸مین نصف‌النهار شرقی از گرینویچ است که از لحاظ زمانی ۹ساعت و ۵۲دقیقه با گرینویچ اختلاف زمانی دارد.
این نصف‌النهار از قطب شمال شروع و از مناطق زیر گذشته و به قطب جنوب ختم می‌شود.
- روسیه
- 🇵🇬 پاپوآ گینه نو
- استرالیا
- اقیانوس آرام